# Playa del Río de la Sénia
La playa del Río de la Sénia es una pequeña playa natural de la Costa del Azahar, en el extremo norte del municipio de Vinaroz (Provincia de Castellón, España). Es la playa más septentrional de la Comunidad Valenciana. Limita al norte con el Sol de Riu, la desembocadura del río Sénia, que la separa de Cataluña. Rodeada de acantilados y rocas, tiene una longitud de 150 metros y una anchura media de 10 metros, formada por arena, grava y rocas. Se trata de una playa salvaje y no dispone de ningún servicio. Se practica el nudismo. 